# Ялма (деревня)
Ялма — деревня в Пильнинском районе Нижегородской области. Входит в состав Бортсурманского сельсовета.

## Население
| 2002 | 2010 |
| ---- | ---- |
| 41   | ↘36  |